# Liste der Nummer-eins-Country-Alben in den USA (1987)
Dies ist eine Liste der Nummer-eins-Alben in den von Billboard ermittelten Verkaufscharts für Country-Alben in den USA im Jahr 1987. In diesem Jahr gab es zwölf Nummer-eins-Alben.

| ← 1986 ← | Liste der Nummer-eins-Country-Alben in den USA | Liste der Nummer-eins-Country-Alben in den USA | Liste der Nummer-eins-Country-Alben in den USA | 1988 →                    |
| \| Zeitraum \| Wo. ges. \| Interpret \| Titel \| Zusätzliche Informationen \| \| (Zeitraum, Wochen auf Platz eins, Interpret, Titel, zusätzliche Informationen) \| \| \| \| \| \| ------------------------------------------------------------------------------ \| -------- \| --------------------------------------------- \| ------------------------------- \| ------------------------- \| \| 27. Dezember 1986 – 23. Januar 1987 4 Wochen (insgesamt 10) \| 10 \| Alabama \| The Touch[1] \| — \| \| 24. Januar 1987 – 13. Februar 1987 3 Wochen (insgesamt 3) \| 3 \| Reba McEntire \| What Am I Gonna Do About You[2] \| — \| \| 14. Februar 1987 – 20. März 1987 5 Wochen (insgesamt 5) \| 5 \| George Strait \| Ocean Front Property[3] \| — \| \| 21. März 1987 – 10. April 1987 3 Wochen (insgesamt 3) \| 3 \| The Judds \| Heartland[4] \| — \| \| 11. April 1987 – 17. April 1987 1 Woche (insgesamt 1) \| 1 \| Hank Williams, Jr. \| Hank Live[5] \| — \| \| 18. April 1987 – 24. April 1987 1 Woche (insgesamt 1) \| 1 \| Restless Heart \| Wheels[6] \| — \| \| 25. April 1987 – 1. Mai 1987 1 Woche (insgesamt 6) \| 6 \| George Strait \| Ocean Front Property \| — \| \| 2. Mai 1987 – 5. Juni 1987 5 Wochen (insgesamt 5) \| 5 \| Dolly Parton, Linda Ronstadt & Emmylou Harris \| Trio[7] \| — \| \| 6. Juni 1987 – 19. Juni 1987 2 Wochen (insgesamt 2) \| 2 \| Dwight Yoakam \| Hillbilly Deluxe[8] \| — \| \| 20. Juni 1987 – 28. August 1987 10 Wochen (insgesamt 10) \| 10 \| Randy Travis \| Always & Forever[9] \| — \| \| 29. August 1987 – 4. September 1987 1 Woche (insgesamt 1) \| 1 \| Hank Williams, Jr. \| Born to Boogie[10] \| — \| \| 5. September 1987 – 6. November 1987 9 Wochen (insgesamt 19) \| 19 \| Randy Travis \| Always & Forever \| — \| \| 7. November 1987 – 13. März 1987 18 Wochen (insgesamt 5) \| 5 \| George Strait \| Greatest Hits Volume Two[11] \| — \| \| 14. November 1987 – 20. November 1987 1 Woche (insgesamt 20) \| 20 \| Randy Travis \| Always & Forever \| — \| \| 21. November 1987 – 27. November 1987 1 Woche (insgesamt 1) \| 1 \| Alabama \| Just Us[12] \| — \| \| 28. November 1987 – 25. Dezember 1987 4 Wochen (insgesamt 24) \| 24 \| Randy Travis \| Always & Forever \| — \| |                                                |                                                |                                                |                           |
| ← 1986 |                                                |                                                |                                                | → 1988 →                  |
| Zeitraum | Wo. ges.                                       | Interpret                                      | Titel                                          | Zusätzliche Informationen |
| (Zeitraum, Wochen auf Platz eins, Interpret, Titel, zusätzliche Informationen) |                                                |                                                |                                                |                           |
| 27. Dezember 1986 – 23. Januar 1987 4 Wochen (insgesamt 10) | 10                                             | Alabama                                        | The Touch                                      | —                         |
| 24. Januar 1987 – 13. Februar 1987 3 Wochen (insgesamt 3) | 3                                              | Reba McEntire                                  | What Am I Gonna Do About You                   | —                         |
| 14. Februar 1987 – 20. März 1987 5 Wochen (insgesamt 5) | 5                                              | George Strait                                  | Ocean Front Property                           | —                         |
| 21. März 1987 – 10. April 1987 3 Wochen (insgesamt 3) | 3                                              | The Judds                                      | Heartland                                      | —                         |
| 11. April 1987 – 17. April 1987 1 Woche (insgesamt 1) | 1                                              | Hank Williams, Jr.                             | Hank Live                                      | —                         |
| 18. April 1987 – 24. April 1987 1 Woche (insgesamt 1) | 1                                              | Restless Heart                                 | Wheels                                         | —                         |
| 25. April 1987 – 1. Mai 1987 1 Woche (insgesamt 6) | 6                                              | George Strait                                  | Ocean Front Property                           | —                         |
| 2. Mai 1987 – 5. Juni 1987 5 Wochen (insgesamt 5) | 5                                              | Dolly Parton, Linda Ronstadt & Emmylou Harris  | Trio                                           | —                         |
| 6. Juni 1987 – 19. Juni 1987 2 Wochen (insgesamt 2) | 2                                              | Dwight Yoakam                                  | Hillbilly Deluxe                               | —                         |
| 20. Juni 1987 – 28. August 1987 10 Wochen (insgesamt 10) | 10                                             | Randy Travis                                   | Always & Forever                               | —                         |
| 29. August 1987 – 4. September 1987 1 Woche (insgesamt 1) | 1                                              | Hank Williams, Jr.                             | Born to Boogie                                 | —                         |
| 5. September 1987 – 6. November 1987 9 Wochen (insgesamt 19) | 19                                             | Randy Travis                                   | Always & Forever                               | —                         |
| 7. November 1987 – 13. März 1987 18 Wochen (insgesamt 5) | 5                                              | George Strait                                  | Greatest Hits Volume Two                       | —                         |
| 14. November 1987 – 20. November 1987 1 Woche (insgesamt 20) | 20                                             | Randy Travis                                   | Always & Forever                               | —                         |
| 21. November 1987 – 27. November 1987 1 Woche (insgesamt 1) | 1                                              | Alabama                                        | Just Us                                        | —                         |
| 28. November 1987 – 25. Dezember 1987 4 Wochen (insgesamt 24) | 24                                             | Randy Travis                                   | Always & Forever                               | —                         |